# Niaqornaarsuk
Niaqornaarsuk [niɑˌqɔˈnːɑːsːuk] (nach alter Rechtschreibung Niaĸornârssuk) ist eine grönländische Siedlung im Distrikt Kangaatsiaq in der Kommune Qeqertalik.

## Lage
Niaqornaarsuk liegt auf einer kleinen Halbinsel namens Niaqornaarsunnguaq. Vor dem Ort mündet ein Komplex aus Fjorden, Meerengen und Buchten in den Aalatsiviup Saqqaa der kurz danach zum Alanngorsuup Imaa wird. Insgesamt liegt der Ort auf derselben vom Festland ausgehenden Landzunge wie Kangaatsiaq, das 26 km nordwestlich liegt. Der nächstgelegene bewohnte Ort ist das 16 km südwestlich befindliche Iginniarfik.

## Geschichte
Niaqornaarsuk wurde in den 1830er Jahren besiedelt. Über die Geschichte im 19. Jahrhundert ist nichts bekannt. 1915 lebten 67 Menschen am Wohnplatz, die in sieben Häusern wohnten. Darunter waren 17 Jäger, von denen einer zusätzlich Katechet war.
1923 wurde vorgeschlagen einen Laden in Niaqornaarsuk zu errichten. Zeitgleich überlegte man, ob Niaqornaarsuk den Udstedsstatus von Iginniarfik übernehmen sollte. 1926 wurde diese Idee verworfen. Stattdessen hieß es, dass eine Salzerei mit Laden errichtet werden könnte, wenn sich unter den Bewohnern jemand findet, der diese leiten würde. Es wurde jemand vorgeschlagen, aber der Kolonialverwalter war zurückhaltend, bis die Bewohner versicherten, dass sie ihm im Schuldenfall aushelfen würden. Der Kolonialverwalter stimmte zu und schon bald kam der Ladenverwalter in Geldsorgen, aber die Bevölkerung half nicht und der Laden musste wieder geschlossen werden. Stattdessen wurde ein Vertreter angestellt, der den Handel zwischen dem Wohnplatz und Iginniarfik übernehmen sollte.
1936 wurde erneut vorgeschlagen, Niaqornaarsuk zum Udsted zu ernennen. 1938 wurde der Vorschlag genehmigt und 1939 wurde Niaqornaarsuk ein Udsted und damit eine eigenständige Gemeinde, wofür im selben Jahr ein Laden gebaut wurde. Zwischen 1931 und 1942 wurden eine Schulkapelle, eine Wohnung für den Udstedsverwalter, ein Speckhaus, zwei Packhäuser und ein Fischhaus errichtet. Bis 1950 hatte Niaqornaarsuk rund 100 Einwohner. Anschließend stieg die Einwohnerzahl stark und lag 1960 bereits bei 245 Personen. 1958 wurde eine Telestation, 1959 eine Hebammenwohnung und 1960 eine Werkstatt gebaut. 1966 wurde ein Versammlungshaus mit Kino und 1969 ein Wasch- und Badehaus errichtet.
Niaqornaarsuk gehörte als Wohnplatz zur Gemeinde Iginniarfik. Es ist unbekannt, welche Teile der Gemeinde an Niaqornaarsuk fielen, als diese 1939 eigenständig wurde. 1950 wurde sie in die Gemeinde Kangaatsiaq eingemeindet. 2009 wurde sie ein Teil der Qaasuitsup Kommunia und 2018 der Kommune Qeqertalik.

## Wirtschaft
Niaqornaarsuk lebt vom Fischfang und im Winter von der Robbenjagd. In der von Royal Greenland betriebenen Fischfabrik im Dorf wird hauptsächlich Rogen verarbeitet sowie Salzfisch aus Dorschen hergestellt.

## Infrastruktur und Versorgung
Niaqornaarsuk hat einen Hafen für Schiffs- und den Heliport Niaqornaarsuk für den Luftverkehr. Der Fjord kann meist ganzjährig befahren werden. Im Winter werden Flüge nach Kangaatsiaq und Aasiaat angeboten.
Der Ort hat ein ausgebautes Strom- und Wasserleitungsnetz, aber kein Abwassernetz. Müll wird auf der Müllhalde im Ort deponiert und verbrannt.

## Bebauung
In Niaqornaarsuk gibt es eine Schule, die 2009 ausgebaut wurde und Platz für etwa 60 Schüler bietet. Eine Pilersuisoq-Filiale versorgt die Bewohner mit Gütern. Die Kirche wurde 1981 errichtet. Weitere Gebäude im Dorf sind ein Versammlungsgebäude, ein Servicegebäude, ein Dorfbüro und eine Krankenstation. Der Ort hat außerdem einen Fußballplatz.

## Sport
1962 wurde in Niaqornaarsuk der Fußballverein Sarfaq-62 Niaqornaarsuk gegründet. Der 1988 gegründete NBK-88 Niaqornaarsuk nahm 1991, 1999 und 2001 an der Grönländischen Fußballmeisterschaft teil.

## Söhne und Töchter
- Nikolaj Jeremiassen (* 1961), Politiker (Siumut)

## Bevölkerungsentwicklung
Niaqornaarsuk ist das größte Dorf der Kommune und das viertgrößte Dorf Grönlands. Die Einwohnerzahl stieg lange langsam an und geht seit der Jahrtausendwende langsam wieder zurück.

## Panorama

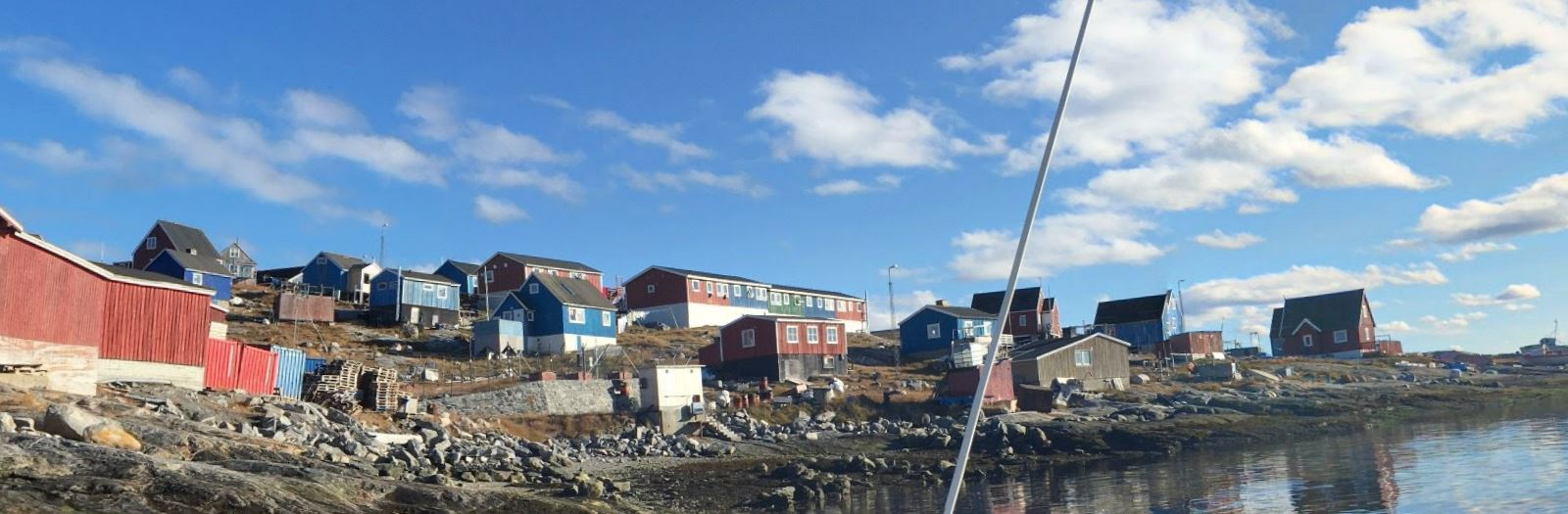
Niaqornaarsuk (2017)